# 性を曲げるもの
「性を曲げるもの」（原題:Gender Bender）は『X-ファイル』のシーズン1第14話で、1994年1月21日にFOXが初めて放送した。

## スタッフ
- 監督：ロブ・ボウマン
- 脚本：ラリー・バーバー、ポール・バーバー

## キャスト

### レギュラー
- デイヴィッド・ドゥカヴニー - フォックス・モルダー特別捜査官
- ジリアン・アンダーソン - ダナ・スカリー特別捜査官

### ゲスト
- ブレント・ヒンクリー - アンドリュー
- ミシェル・グッドガー - アビゲイル
- ニコラス・リー - マイケル
- ピーター・ステッビングス - マーティ(男性)
- ケイト・トワ - マーティ(女性)
- ミッチェル・コスターマン - ホートン刑事

## ストーリー
若い男がダンスクラブで出会った女性と一夜を共にしていた。情事が終わると、男性は突然苦しみだし、そのまま死んでしまった。不思議なことに、女性は男性の姿になってホテルを後にしていたのである。
モルダーとスカリーはその男が死亡した現場の捜査に呼ばれた。モルダーは男の死因をフェロモンの摂取過多によるものだと断定する。ホテルのある町では、同様の変死事件が数件起こっていた。現場に付着していた特殊な土から、2人は「キンドレッド」と呼ばれる教団が営む共同体に暮らす誰かが事件に関与しているものと見て捜査を始めた。キンドレッドはアーミッシュのように、文明の利器を使わずに生活している共同体として知られていた。
モルダーはキンドレッドの構成員に接触を試みるが、なかなかうまくいかない。一方、スカリーは構成員の一人であるアンドリューに好意を持たれるが、会話をすることはできなかった。アンドリューと握手をした途端、スカリーは夢見心地になったが、モルダーに呼び掛けられて正気に戻った。2人は町から遠く離れたキンドレッドの共同体を訪れた。共同体に入る前に、2人は銃を取り上げられた。2人は教団の晩餐に参加したが、その晩餐の最中に信者の一人、アーロンが胸を押さえて倒れた。スカリーは応急処置を施そうとしたが、アンドリューに何もするなと言われる。その頃、別のナイトクラブで、ある男が女性に誘惑されて一緒にダンスを踊り始めていた。
キンドレッドの構成員は2人に町へ帰るように言った。しかし、モルダーはキンドレッドの共同体に子供が一人もいなかったことや1930年代の写真に写っていた顔とほぼ同じ顔の人物がいたことを訝しむ。そこで、モルダーが夜中にこっそりとキンドレッドの共同体を訪れると、キンドレッドの構成員たちが賛美歌を歌いながら納屋に入っていくのが見えた。スカリーはアンドリューに「犯人に関する情報がある」と言われ、彼の部屋に向かった。アンドリューによると、一連の事件の犯人はマーティという名前の構成員だという。
モルダーは納屋の地下室で、構成員たちが泥状の物質にアーロンの遺体を浸しているのを見た。地下室に何者かが入って来たため、モルダーは近くの岩の裂け目に身を隠した。その裂け目の中には、病人が横たわっていた。驚くべきことに、彼は女性へと変化していたのである。その頃、アンドリューはスカリーを不思議な力で誘惑していた。スカリーはそれに抵抗することができず、そのまま押し倒されたが、駆け付けたモルダーに救出された。その騒ぎで2人は構成員たちに見つかってしまい、追い出されることになった。
マイケルは駐車していた車の中でナンパした女性とセックスしていた。それを目撃した警察官は2人を尋問しようとした。マイケルは突然吐き気を催し、意識が朦朧としてきた。女性は警察官を殴って逃走したが、その時には既に男性に変形していた。モルダーとスカリーは入院中のマイケルの元を訪れ、マイケルから「俺は綺麗な女の子とセックスしていたはずなのに、窓から見た彼女の姿は男性にしか見えなかった。」という証言を得る。その後、2人は一連の事件の被害者の一人のクレジットカードが何者かに使用されたとの連絡を受ける。2人はマーティを裏通りに追い詰めるがそこに現われたキンドレッドの構成員によってマーティは何処かへ連れ去られてしまった。その夜、2人は警察の協力を得て、キンドレッドの共同体に捜査に入ろうとした。しかし、キンドレッドたちはどこにもいなかった。納屋の地下室もセメントで塗り固められていた。2人は農場にできていたミステリー・サークルを見つける。キンドレッドの構成員たちはエイリアンだったのだろうか。

## 製作
プロデューサーのグレン・モーガンは『X-ファイル』で性の問題に切り込んだエピソードを作ってみたいと思っていたという。性を題材にしつつ恐怖感を出すのは困難だったが、話し合いを重ねるうちに「アーミッシュのような生活をするエイリアン」というアイデアを思いついた。本エピソードの執筆を引き受けたフリーランスの脚本家、ラリー・バーバーとポール・バーバーは当初、キンドレッドの農業を基盤とする共同体と「性」が氾濫する猥雑な都市の対比に重きを置いていた。これはH・R・ギーガーを意識してのことであった。この脚本は製作過程で何回も書き直された。男性器を切り取るシーンもあったが、全体の流れを考慮してそのシーンは削除された。また、キンドレッドが賛美歌を歌うシーンを付け足したのはプロデューサーのポール・ラブウィンである。
ピーター・ステッビングスが起用されたのは、マーティ(女性)を演じるケイト・トワと彼が似ていたからである。プロデューサーのR・W・グッドウィンは「ステッビングスとトワが瓜二つだったので、女性から男性に代わるシーンを見た視聴者は相当大きな衝撃を受けたと思う。」と述べている。なお、本作での演技を高く評価されたニコラス・リーはシーズン2でアレックス・クライチェックにキャスティングされた。
本エピソードを監督したロブ・ボウマンはランタンの明かりだけでシーンを撮影するのは難しいと考えていた。実際にやってみると、ランタンだけでは光度が足りなかった。また、キンドレッドの納屋の地下にあるカタコンベのセットを組み立てたが、狭すぎてカメラが入れない場所があった。そこで、撮影第二班はより広範囲をうつせるカメラを使用して撮影を行った。それでも十分な撮影ができなかったため、後日追加撮影が行われた。
キンドレッドの共同体として使われたのは、ブリティッシュコロンビア州のラングリーにある農場である。ただし、室内のシーンはバンクーバーのスタジオで組み立てられたセットが使われた。また、キンドレッドの共同体の最寄りの町でのシーンはブリティッシュコロンビア州の南西部の村、スティーブストンで撮影された。なお、ナイトクラブでのシーンで流れていた楽曲は、『X-ファイル』シリーズの音楽を担当するマーク・スノウが『ジャンク・アップ・シティ』のために作曲した楽曲を使っている。

## 内容の分析
本エピソードは身振りにおける原題の性への不安を表象し、性的な誘惑でエイリアンによるアブダクションを比喩的に表現しているとの指摘がある。キース・ブッカーは「キンドレッドの構成員が性別を変化させるのは、ジェンダー・ロールの変化に伴う現代の性に対する不安を表象したものである。また、こうした不安は性的な交わりに対する生来の恐怖とも結びついている。」と述べている。アントニオ・ゴンザレスは「「性を曲げるもの」は性的な誘惑とエイリアンによるアブダクションという概念の両方を探求したものである。その2つは性的な攻撃衝動の一部である。」「マーティは性行為と生殖に対する恐怖を象徴したキャラクターである。」と述べている。
キンドレッドの構成員が他者の身体に触れると、触れられた人間が構成員の虜になってしまうという現象は構成員の性的な抑圧によるものだという指摘がある。エイリアンが他者に触れる際に何らかの力を発揮するというのは、SFの伝統的描写でもある（1983年の映画『E.T.』、1989年の映画『コミュニオン/遭遇』やロバート・A・ハインラインの小説『人形つかい』がその例として挙げられる）。

## 評価
1994年1月21日、FOXは本エピソードを初めてアメリカで放映し、1110万人（680万世帯）が視聴した。
本エピソードは賛否両論となった。『デン・オブ・ギーク』のマット・ハイは肯定的な評価を下し、「奇怪な雰囲気を醸し出すセットと印象に残るほど変わった悪役がある。新鮮でオリジナルなアイデアだ。」と述べている。『A・V・クラブ』のザック・ハンドルンは本エピソードにA評価を下し、「科学の理論、記憶に残る映像、非現実的なものの3つが完璧に溶け合っている。」「「性を曲げるもの」は「超常現象を体験した人間がその真実を知ることができないまま終わる」というプロットである。これは『X-ファイル』のエピソードのプロットとしては理想形である。」と述べている。『ティーブイ・スクオッド』のアンナ・ジョンスは「全体的によくできた話だった。」と述べている。
『エンターテインメント・ウィークリー』は本エピソードにB-評価を下し、「数多くの疑問を残したまま終わったために、素晴らしいアイデアの価値が損なわれている。」と述べている。ロバート・シャーマンとラース・ピアソンはその著書『Wanting to Believe: A Critical Guide to The X-Files, Millennium & The Lone Gunmen』において、本エピソードに5つ星評価で1つ星半を与え、「全体として陳腐な出来だった。」「退廃的な夜の街と禁欲的なキンドレットの生活が対照をなしているのが「性を曲げるもの」の見どころだ。」「主題へのアプローチの仕方が古臭く、独自性に欠ける。その結果、つまらないエンディングができてしまった。」と述べている。フィル・ファーランドはその著書『The Nitpicker's Guide for X-Philes』において、唐突なエンディングに焦点を当てつつ本エピソードの一貫性のなさについて考察している。ファーランドは「人間のDNAを含むフェロモンを放出し、日常生活において英語を使用しているのだから、キンドレットが宇宙人であるというのは不自然極まりない。」と述べている。
本エピソードのエンディングに関しては製作スタッフからも批判されている。ジェームズ・ウォンは「あのエンディングは唐突過ぎる。あれでは僕たちが視聴者に「ちきしょう！」と言わせたいがためにこのエピソードを製作したと言われても仕方がない。」「これでは視聴者がカタルシスを感じない。」と述べている。グレン・モーガンは「明後日の方向へ行ってしまった作品だ。どうしてこうなったんだろうか。」と述べている。クリス・カーターはキンドレットがアーミッシュに似ているとの指摘に対し、「アーミッシュの皆さんはテレビを見ないので、問題にはならないでしょう。」と語っている。